# Almamy Touré
Almamy Touré (ur. 28 kwietnia 1996 w Bamako) – malijski piłkarz występujący na pozycji obrońcy.

## Statystyki kariery
(aktualne na dzień 22 maja 2019)
| Klub                | Sezon              | Liga               | Liga  | Liga   | Puchar Krajowy | Puchar Krajowy | Puchar Ligi | Puchar Ligi | Europa | Europa | Suma  | Suma   |
| Klub                | Sezon              | Liga               | Mecze | Bramki | Mecze          | Bramki         | Mecze       | Bramki      | Mecze  | Bramki | Mecze | Bramki |
| ------------------- | ------------------ | ------------------ | ----- | ------ | -------------- | -------------- | ----------- | ----------- | ------ | ------ | ----- | ------ |
| AS Monaco           | 2014/15            | Ligue 1            | 5     | 1      | 2              | 1              | 0           | 0           | 1      | 0      | 8     | 2      |
| AS Monaco           | 2015/16            | Ligue 1            | 10    | 3      | 1              | 0              | 0           | 0           | 2      | 0      | 13    | 3      |
| AS Monaco           | 2016/17            | Ligue 1            | 15    | 0      | 3              | 0              | 4           | 0           | 5      | 0      | 27    | 0      |
| AS Monaco           | 2017/18            | Ligue 1            | 20    | 1      | 2              | 0              | 1           | 0           | 3      | 0      | 26    | 1      |
| AS Monaco           | 2018/19            | Ligue 1            | 4     | 0      | 0              | 0              | 0           | 0           | 1      | 0      | 5     | 0      |
| Eintracht Frankfurt | 2018/19            | Bundesliga         | 7     | 0      | 0              | 0              | 0           | 0           | 0      | 0      | 7     | 0      |
| Ogólnie w karierze  | Ogólnie w karierze | Ogólnie w karierze | 61    | 5      | 8              | 1              | 5           | 0           | 12     | 0      | 86    | 6      |